# Nopala de Villagrán
Nopala de Villagrán là một đô thị thuộc bang Hidalgo, México. Năm 2005, dân số của đô thị này là 15099 người.